# Moses von Kiew
Moses von Kiew war ein jüdischer Talmudgelehrter des 12. Jahrhunderts.
Über seine Person gibt es keine Informationen.
Sein Name wird in zwei hebräischen Texten des 12. Jahrhunderts erwähnt.
Rabbi Meir von Rothenburg zitiert ein Psak din (Entscheidung) von Rabbi Samuel ben Ali aus Babylonien aus dessen Schreiben an Rabbi Moses von Kiew, ebenso das Jichuse tannaim we-amoraim (evtl. aus Speyer).
Möglicherweise war Moses für eine Zeit in Westeuropa, vielleicht bei Rabbi Jakob ben Meir Tam.
Im Sefer ha-Schoham wurde ein Rabbi Moses der Russe erwähnt.